# Землетрясения на Гиндукуше (2010)
Землетрясение магнитудой 5,7 произошло 27 февраля 2010 года в 23:21:12 (UTC) в районе горной системы Гиндукуш (Афганистан), в 72,9 км к юго-юго-востоку от района Фархар, провинция Тахар. Гипоцентр землетрясения располагался на глубине 99,7 километров. Землетрясение ощущалось в Баграми, Чарикаре, Джабал-Сарай, Джалал-Абаде, Кабуле, Баглане, Файзабаде (Индия), Махмудраки, Пули-Хумри, Душанбе (Таджикистан), Хороге (Таджикистан), Самарканде (Узбекистан), Исламабаде (Пакистан), Пешаваре (Пакистан).
В результате землетрясения 1 человек получил ранения, экономический ущерб составил менее 0,01 млн долларов США.

## Повторные землетрясения
17 сентября 2010 года в 19:21:15 (UTC) в этом же регионе, на глубине 220,1 км произошло повторное землетрясение. Его эпицентр находился в 47,2 км к югу от посёлка Джурм (провинция Бадахшан). Подземные толчки ощущались в населённых пунктах Афганистана: Асмар, Джабал-Сарай, Джелалабад, Баграми, Чарикар, Кабул. Сейсмическая активность была зафиксирована также в населённых пунктах Пакистана: Равалпинди, Лахор, Пешавар, Исламабад; Индии: Гургаон, Сринагар, Амритсар, Чандигарх, Дели, Джаландхар, Мохали, Ноида, Газиабад; в Душанбе (Таджикистан); в Ташкенте (Узбекистан); в Оше (Кыргызстан). Сообщения о подземных толчках поступали и из других населённых пунктов северо-западного Афганистана, северного Пакистана, Таджикистана, Кыргызстана и Узбекистана. Сообщений о жертвах и разрушениях не поступало.

## Тектонические условия региона
Сейсмичность в Гималаях в основном обусловлена континентальным столкновением тектонических плит Индии и Евразии, которые сходятся с относительной скоростью 40—50 мм в год. Субдукция Индостанской плиты под Евразийскую вызывает многочисленные землетрясения и, следовательно, делает этот район одним из наиболее сейсмически опасных регионов на Земле. На поверхности эта зона субдукции выражена предгорьями Сулеймановых гор на западе, Индо-Бирманской дуги на востоке и Гималаями на севере Индии.
На западе Китая располагается Тибетское плато, средняя высота которого составляет более 4000 метров над уровнем моря.
На северо-западной стороне Тибетского плато, под горами Памир—Гиндукуш на севере Афганистана, землетрясения происходят на глубине до 200 км в результате остаточной литосферной субдукции. Изогнутая дуга глубоких землетрясений, обнаруженных в регионе Памир—Гиндукуш, указывает на присутствие литосферного тела на глубине, которое считается остатками субдуцирующей плиты. Поперечные разломы в области Гиндукуша показывают почти вертикальную северную субдуцирующую плиту, тогда как поперечные разломы в соседней Памирской области на востоке указывают на гораздо более мелкую погружающуюся, южную субдуцирующую плиту. Некоторые модели предполагают наличие двух зон субдукции: индостанской плитой, которая субдуцирована ниже области Гиндукуша, и евразийская плита, субдуцированная ниже области Памира. Тем не менее, некоторые модели предполагают, что только одна из двух плит подвергается субдукции. Есть предположения, что плита стала деформированной и опрокинутой в некоторых местах.